# Kirche von Tofta

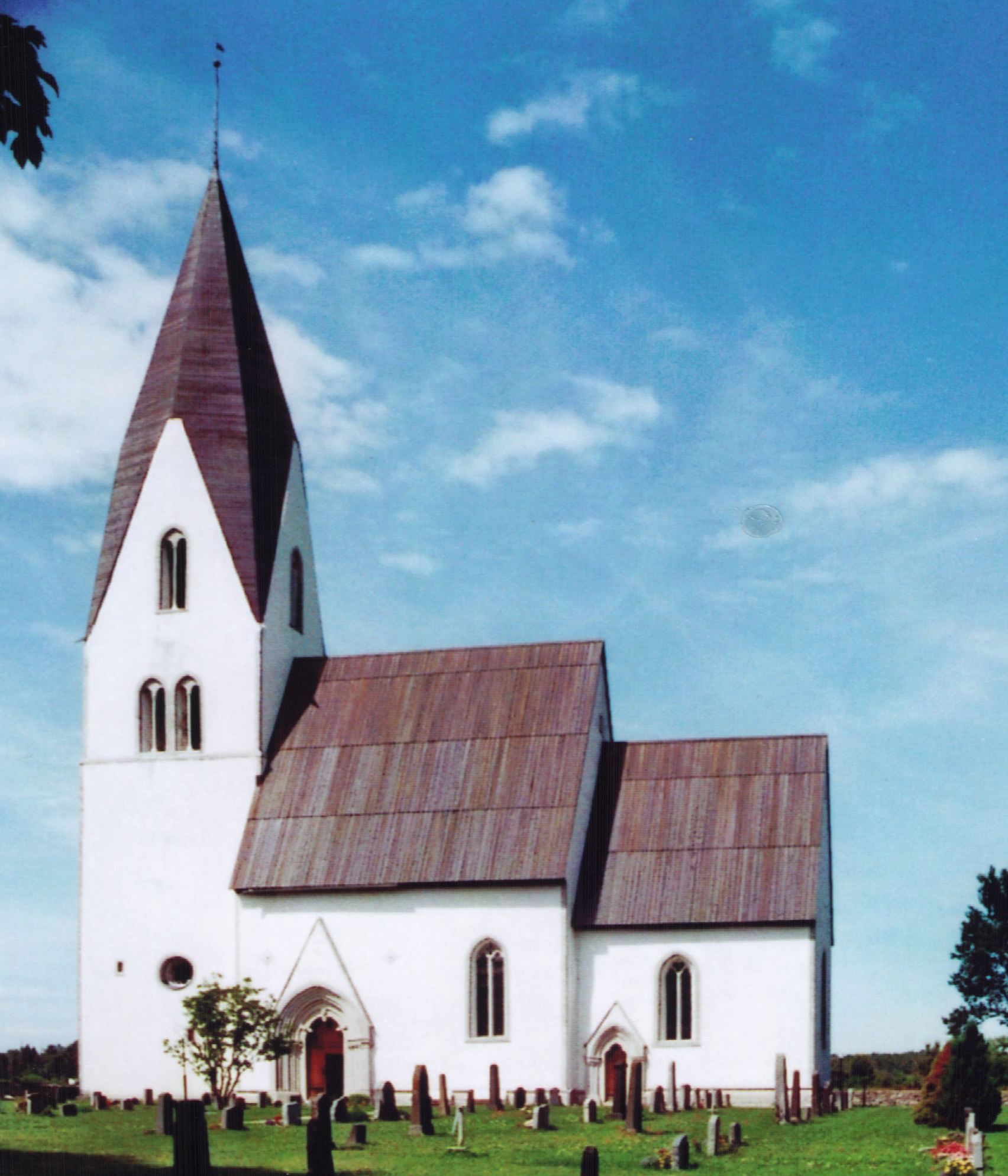
Kirche von Tofta von Süden aus gesehen

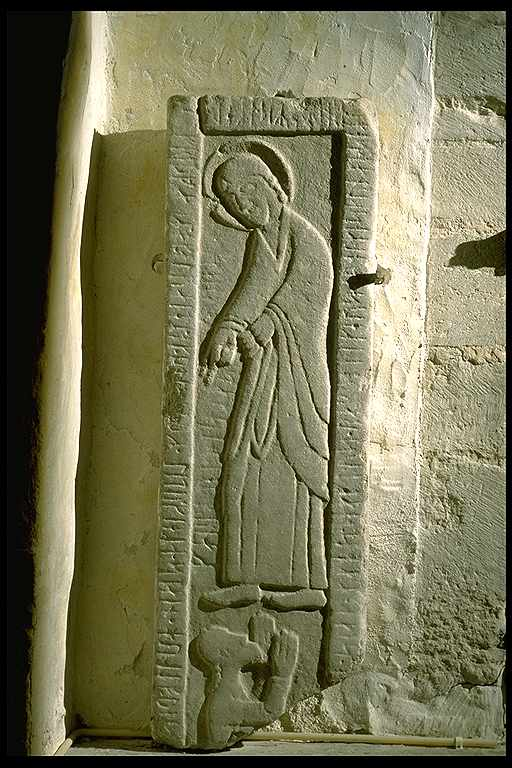
Runenbildstein in der Kirche

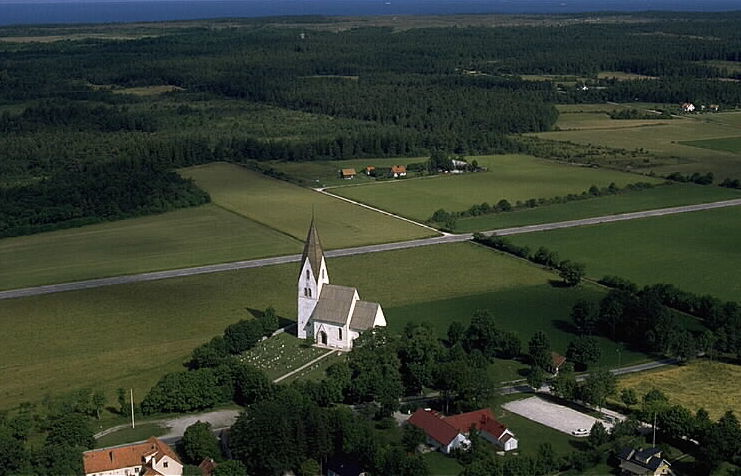
Kirche von Tofta, Luftbild

Die Kirche von Tofta (schwedisch: Tofta kyrka) ist eine Landkirche auf der schwedischen Insel Gotland.  Sie gehört zur Kirchengemeinde (schwedisch församling) Tofta-Eskelhem im Bistum Visby.

## Lage
Die Kirche liegt im Småort Tofta im Westen Gotlands östlich der Straße 140 von Visby nach Klintehamn.  Sie befindet sich 15 km südlich von Visby, 15 km nördlich von Klintehamn und 17 km westlich von Roma.

## Kirchengebäude
Am selben Ort stand vor dem Bau der heutigen Kirche eine ältere Kirche aus dem 12. Jahrhundert. Die Grundmauern der alten Kirche befinden sich unter dem Boden der heutigen Kirche. Ebenso war bereits der im Westen angeordnete Turm von 1280 Bestandteil der älteren Kirche und wurde in die heutige integriert und dabei auch erhöht. Das Langhaus und der Chor im Osten stammen in ihrer heutigen Gestalt aus der Mitte des 14. Jahrhunderts (ca. 1325–1375). Sie wurden zusammen erbaut und bilden stilistisch eine Einheit. Das Langhaus ist zweischiffig. Die Sakristei auf der Nordseite kam erst 1881 hinzu. 1958/59 wurde die Kirche renoviert.

## Ausstattung
Der Taufstein aus Sandstein aus dem 12. Jahrhundert wird dem Semi-Byzantios zugeschrieben. Die Reliefe auf ihm lassen Szenen von der Geburt Jesu erkennen.
In der Kirche befindet sich in der Südostecke des Langhauses eine Steinfigur, die den Heiligen Olaf darstellt, dem man zuschreibt, das Christentum nach Gotland gebracht zu haben. Gegenüber steht ein Marienaltar.

## Umgebung
Beim Fischerdorf Gnisvärd liegt eine 1839 aus Stein erbaute einfache Kapelle, mit rechteckigem Grundriss. Sie ersetzte eine Holzkapelle.  Zwischen diesem Fischerdorf und der Kirche befinden sich die Schiffssetzungen bei Gnisvärd.